# Howard Sounes
Howard Sounes (Inghilterra, 1965) è uno scrittore inglese.
Autore di una famosa biografia di Bob Dylan, vive attualmente a Londra.

## Opere
- Bukowski, Guanda (2000)
- Bukowski. Una vita per immagini, Mondadori (2001)
- Bob Dylan, Guanda (2002, titolo originale 2001 Down the Highway: The Life Of Bob Dylan)
- Bukowski. La vita ribelle dello scrittore che ha raccontato l'altra America, TEA (2004)
- Bob Dylan, TEA (2005)
- Anni '70. La musica, le idee, i miti, Laterza (2007)